# James E. Slaughter
James Edwin Slaughter (Cedar Mountain, giugno 1827 – Città del Messico, 2 gennaio 1900) è stato un generale statunitense dell'Esercito confederato.
Diplomato a West Point, James E. Slaughter fu un generale dell'Esercito degli Stati Confederati d'America durante la Guerra di secessione americana.
Slaughter fu un veterano della guerra messico-statunitense. Fu con il gen. Winfield Scott e il suo esercito a Città del Messico, come tenente dell'Esercito degli Stati Uniti.
Comandò le forze militari confederate durante la Guerra di secessione a Bonna San Jago (Texas) e nella Battaglia di Palmito Ranch. Finita la guerra rimase a vivere in Messico.
Si dice che fosse pronipote del Presidente statunitense James Madison.
Slaughter morì di polmonite a Città del Messico, dove tutt'oggi è sepolto.